# Elisabet Sabina Vasa
Elisabet Sabina Vasa, född 13 mars 1582 på Nyköpingshus, död där 6 juli 1585, var en svensk hertiginna, dotter till hertig Karl och Maria av Pfalz
Elisabet Sabina föddes som hertigparets andra barn och döptes mellan 21 och 25 mars i närvaro av sändebud från Vilhelm IV av Hessen-Kassel och Adolf av Holstein-Gottorp och med Erik Brahe som Sigismunds representant. Bengt Gabrielsson Oxenstierna skrev då hon var ett år gammal att Elisabet Sabina då mådde bra bortsett från besvär i samband med tandsprickningen. Hon avled dock redan tre år gammal, kort före den äldre systern Margareta Elisabet. I samband med hennes begravning skickade hertig Karl inbjudningar till adeln att närvara vid den, som skulle hållas Strängnäs domkyrka 4 september. Begravningen kom dock att ske först 5 september. Ett gravmonument beställdes omedelbart av stenhuggarna Herkules Mida och Staffan stenhuggare och stod färdigt 1587. I samband med att modern Maria av Pfalz avled 1589 kom dock monumentet att arbetas om för att fungera som moderns gravmonument.